# Hydrellia flavicoxalis
Hydrellia flavicoxalis är en tvåvingeart som beskrevs av Cresson 1944. Hydrellia flavicoxalis ingår i släktet Hydrellia och familjen vattenflugor.
Artens utbredningsområde är Colorado. Inga underarter finns listade i Catalogue of Life.